# Echinops afghanicus
Echinops afghanicus là một loài thực vật có hoa trong họ Cúc. Loài này được Gilli mô tả khoa học đầu tiên năm 1963.